# 刘寨街道
刘寨街道，是中华人民共和国河南省郑州市惠济区下辖的一个乡镇级行政单位。

## 行政区划
刘寨街道下辖以下地区：
裕华社区、同乐社区、粮运社区、兴隆社区、清华园社区、张砦村、刘砦村、兴隆铺村和小杜庄村。